# 弗兰肯大区
弗兰肯大区（德語：Gau Franken）是納粹德國在1933年至1945年期間在巴伐利亞州中弗蘭肯行政區簡歷的一個行政區劃。在此之前，從1929年至1933年，它是納粹黨在該地區的分區。最初於1929年成立，名為中弗蘭肯大區（德語：Mittelfranken），1936年更名為弗蘭肯大區。
1. ↑  Bayrisches Landesamt für Statistik, accessed 26 June 2008.